# 리드믹 컨템퍼러리
리드믹 컨템포러리(Rhythmic contemporary)는 리드믹 톱 20(Rhythmic Top 20), 리드믹 톱 30(Rhythmic Top 30), 리드믹 톱 40(Rhythmic Top 40), 리드믹 CHR, 또는 리드믹 크로스오버(rhythmic crossover)라고도 불리는 주로 미국에서 운영되는 음악 라디오 형식이다. 이 형식은 EDM, 경쾌한 리드믹 팝, 힙합, 경쾌한 알앤비 히트곡을 혼합해 방송한다. 리드믹 컨템포러리는 하드 록이나 컨트리 음악을 방송하지 않지만, 가끔 레게, 라틴, 레게톤, 어번 컨템포러리 가스펠 히트곡을 방송하기도 한다. 본질적으로 이 형식은 메인스트림 라디오와 어번 컨템포러리 라디오 형식의 절충형이다.